# Grå raggmossa
Grå raggmossa (Racomitrium lanuginosum) är en bladmossart som beskrevs av Bridel 1819 [1818. Grå raggmossa ingår i släktet raggmossor, och familjen Grimmiaceae. Inga underarter finns listade i Catalogue of Life.

## Bildgalleri

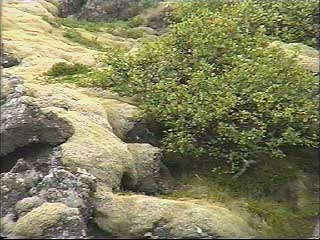
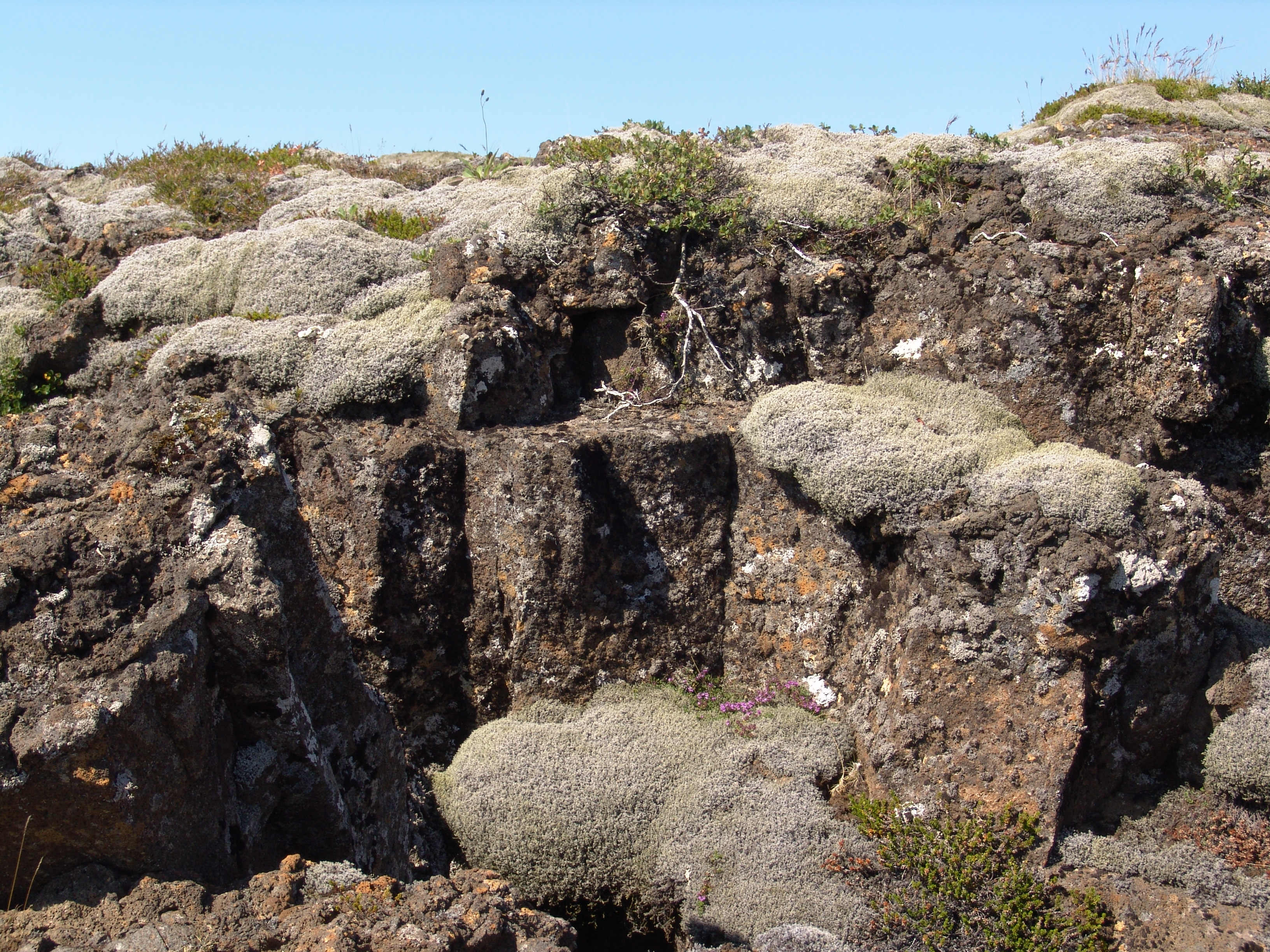
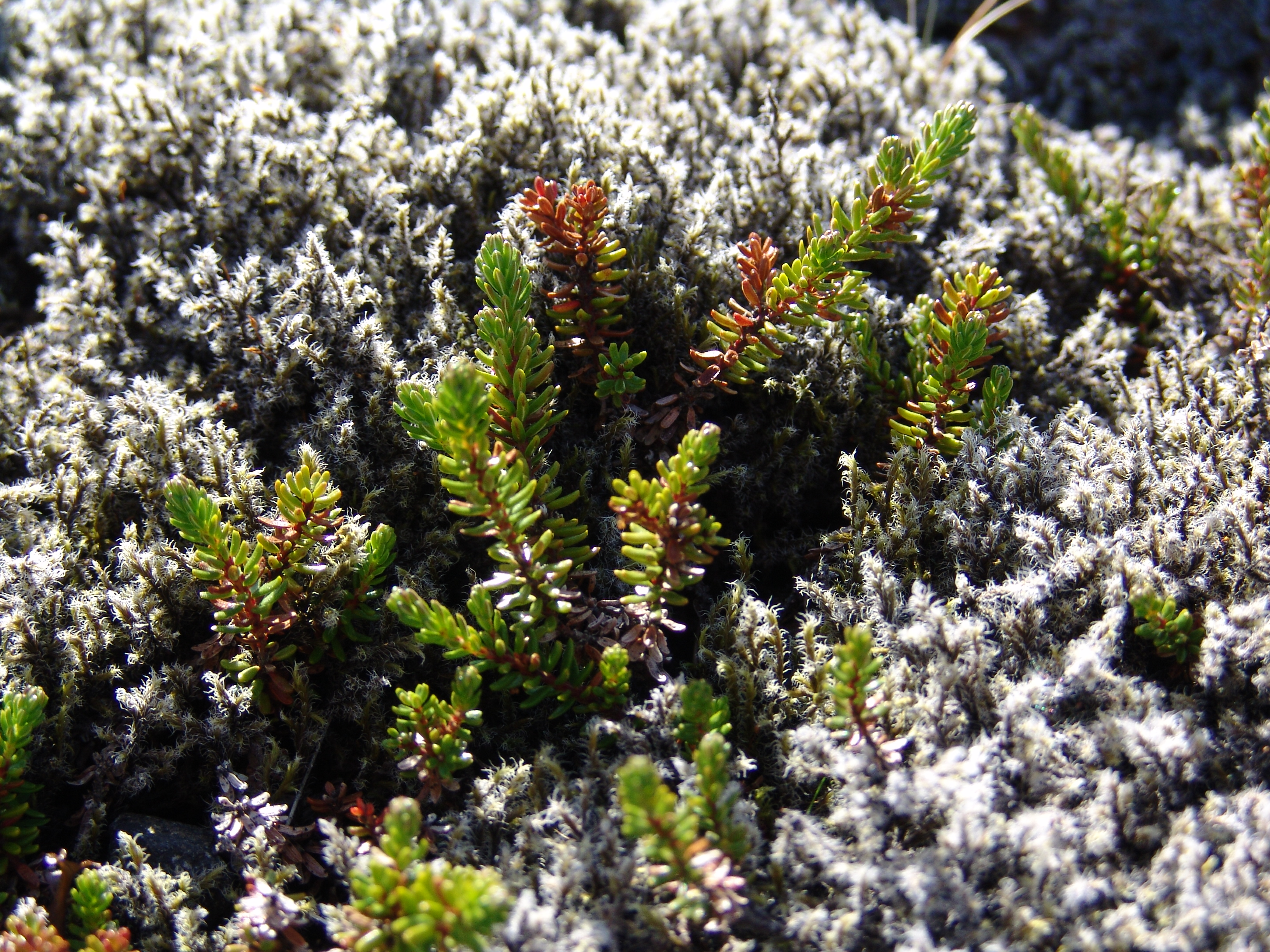
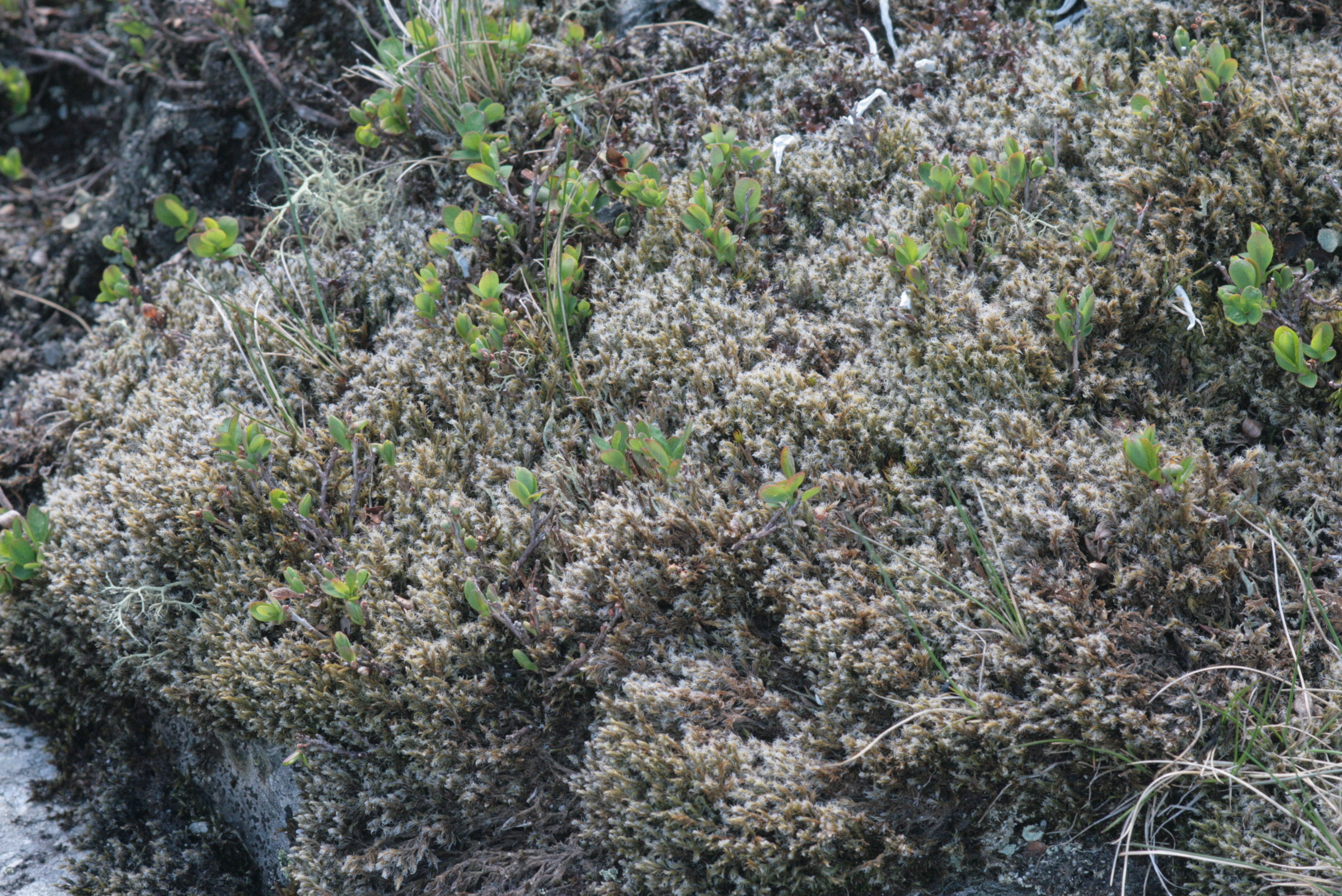
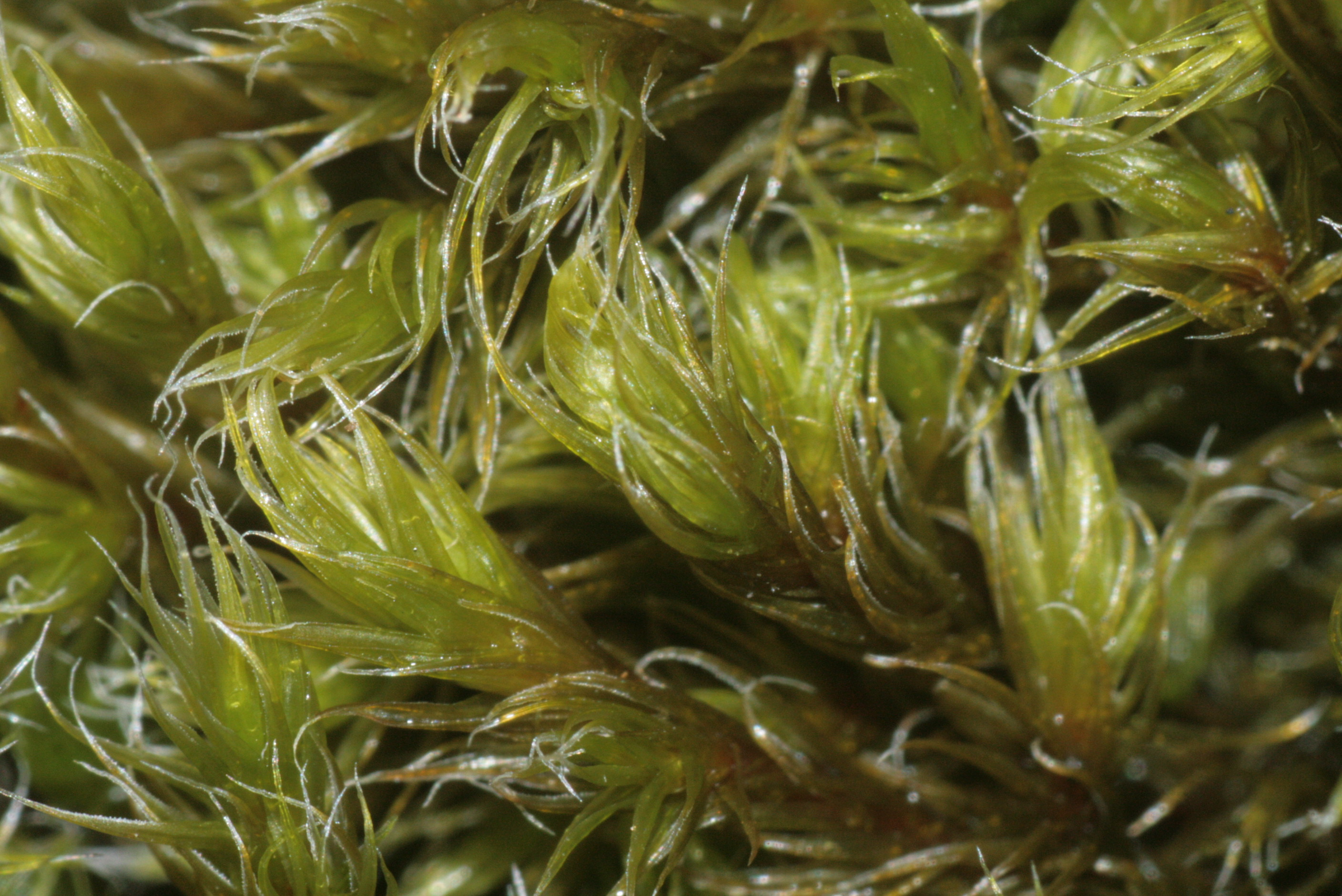
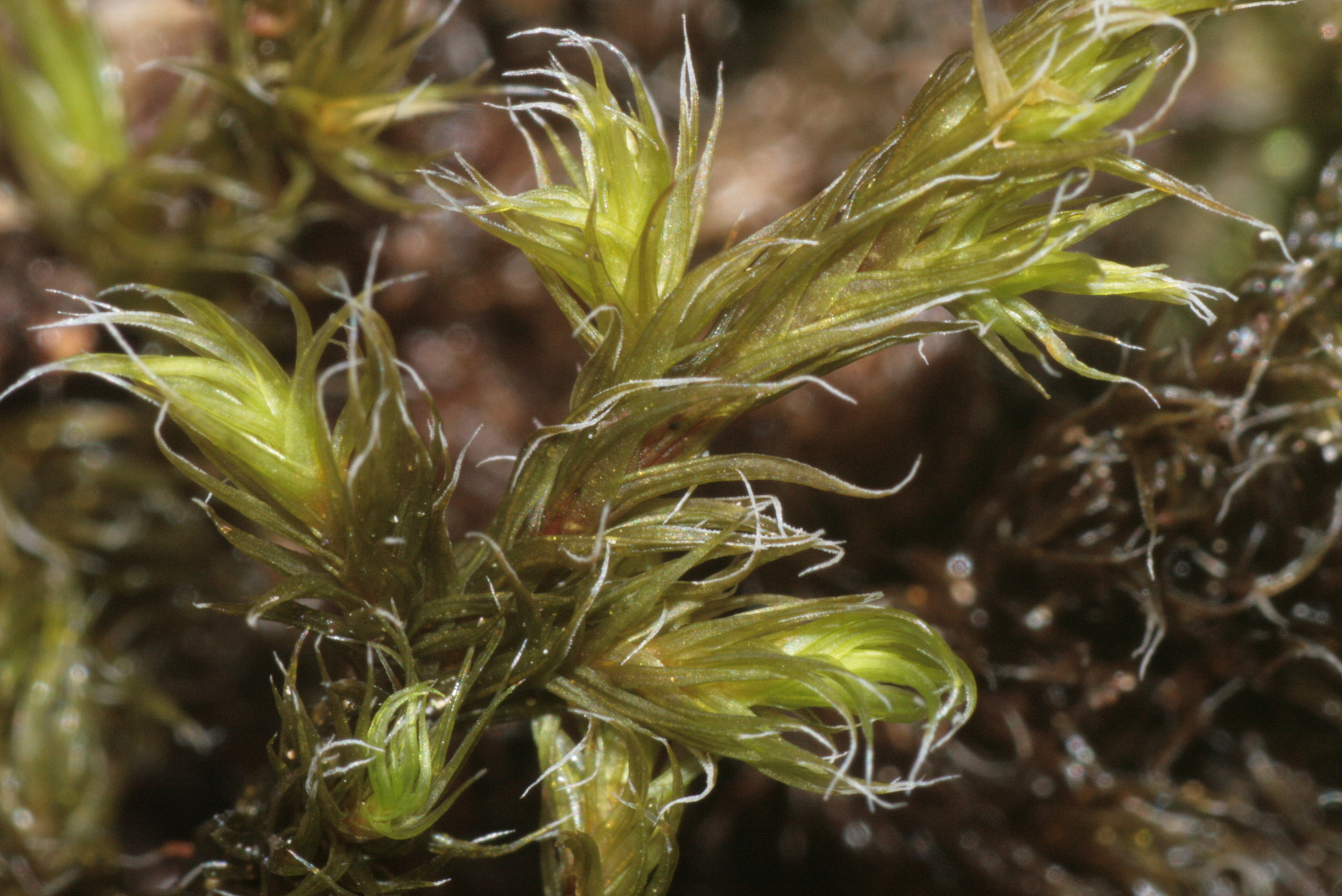